# ارسطو خوش‌رزم
ارسطو خوش‌رزم (زادهٔ ۶ تیر ۱۳۶۳) بازیگر اهل ایران است. او دارای مدرک کارشناسی مهندسی کشاورزی زراعت و اصلاح نباتات از دانشگاه آزاد اسلامی واحد کرج است. خوش‌رزم برای بازی در فیلم صبح اعدام (۱۴۰۲) برندهٔ سیمرغ بلورین بهترین بازیگر مرد جشنواره فیلم فجر شد.
پدر او بهروز خوش‌رزم تهیه‌کننده سینما و تلویزیون است که تهیه‌کنندگی مجموعه‌های زیادی از جمله روزی روزگاری، آوای فاخته، زیر گنبد کبود و یک مشت پر عقاب را بر عهده داشته‌است. ارسطو از کودکی بازیگری می‌کرد و فعالیت حرفه‌ایش را از سال ۱۳۸۴ با سریال یک مشت پر عقاب به کارگردانی اصغر هاشمی آغاز کرد.

## آثار

### سینمایی
| سال  | نام فیلم    | کارگردان        |
| ---- | ----------- | --------------- |
| ۱۳۸۷ | مسیر عشق    | بیژن شکرریز     |
| ۱۳۹۳ | یادگاری     | نیما طباطبایی   |
| ۱۳۹۴ | شیشه‌های مات | بهادر اسدی      |
| ۱۳۹۵ | اعترافات    | آرش سنجابی      |
| ۱۴۰۲ | صبح اعدام   | بهروز افخمی     |
| ۱۴۰۳ | بازی خونی   | حسین میرزامحمدی |

### تلویزیون
| سال       | نام | کارگردان                                                                 |
| --------- | --- | ------------------------------------------------------------------------ |
| ۱۳۸۴      | یک مشت پر عقاب | اصغر هاشمی                                                               |
| ۱۳۸۵      | شکر تلخ | احمد کاوری                                                               |
| ۱۳۸۷      | کشف بزرگ | میترا منصوری                                                             |
| ۱۳۸۸-۱۳۹۳ | شاید برای شما هم اتفاق بیفتد اپیزودهای: مثل یک مرگ، شاهد، داوری، شوخی، راز، کنترل، تلخ و شیرین، گره بر باد، تا انتها، شلیک به خود، پیک عروس، معامله پایاپای، یک داستان واقعی، یک اشتباه، بهای ماندن، آسان‌ترین راه | محمود معظمی، احمد معظمی، نوید میهن دوست، امیر مسعود آقابابایی، حسین فلاح |
| ۱۳۸۹      | زمین انسان‌ها | ابوالحسن داوودی                                                          |
| ۱۳۸۹      | چاه پنجاه | اصغر هاشمی                                                               |
| ۱۳۹۳      | جاده چالوس | احمد معظمی                                                               |
| ۱۳۹۴      | یادداشت‌های یک زن خانه‌دار (اپیزود ریشه در خاک) | مسعود کرامتی                                                             |
| ۱۳۹۵      | دیوار شیشه‌ای | نوید میهن دوست                                                           |
| ۱۳۹۵      | در میان خاکستر | سجاد امیر یزدانی                                                         |
| ۱۳۹۸      | خانواده دکتر ماهان | راما قویدل و علی محمد قاسمی                                              |
| ۱۳۹۸      | روزگار اپیزود روزنه | سهیل سلیمی                                                               |
| ۱۳۹۹      | خانه امن | احمد معظمی                                                               |
| ۱۴۰۰      | آهوی من مارال | مهرداد غفارزاده                                                          |
| ۱۴۰۱      | عملیات رعد | اصغر نعیمی                                                               |

### تئاتر
- بازی در نمایش «آنتی گونه» نوشته سوفکل و کارگردانی هوشمند هنر کار (تالار مولوی ۱۳۸۸)
- بازی در نمایش «پرواز ۱۳۰–۲» نوشته رضا فرهادی و کارگردانی امیر صادقی (پلاتو کارنامه ۱۳۸۸)
- بازی در نمایش «روایت غیر خطی کهنه سربازان جنگ کنار خطوط موازی» به نویسندگی و کارگردانی حسین عبداللهی اجرا شده در شهرهای اصفهان (تالار استاد فرشچیان ۱۳۸۸)، فولادشهر (سینما فرهنگ ۱۳۸۸)، آبادان (دوازدهمین جشنواره تئاتر مقاومت – فتح خرمشهر تالار مهر ۱۳۸۸) و تهران (دومین جشنواره تئاتر کارگاهی امید ۱۳۸۹) و تهران (دومین جشنواره تئاتر رخصت حضور - تالار اسوه ۱۳۸۹) و تهران (هشتمین جشنواره تئاتر میلاد سبز - تالار محراب) (۱۳۸۹)، بجنورد (ششمین جشنواره سراسری بسیج) (۱۳۸۹)
- کارگردانی نمایشنامه خوانی " جان وجو " (پلاتو کارنامه ۱۳۸۷)
- کارگردانی نمایش خیابانی «کهنه سربازان» نوشته حسین عبداللهی (ششمین جشنواره سراسری تئاتر ماه ۱۳۸۸) و (جشنواره هنری دفاع مقدس عصر سوره - حوزه هنری تهران) (۱۳۸۹)
- دستیار کارگردان در نمایش «قاتل بی رحم هسه کارلسون» نوشته هنینگ مانکل و کارگردانی مسعود رایگان (سالن سمندریان، ایرانشهر ۱۳۸۹)
- دستیار کارگردان در نمایش " دو مرد در یک اتاق " (مسعود رایگان) (تماشاخانه باروک ۱۳۹۲)
- دریافت رتبه دوم بازیگری مرد از جشنواره تئاتر رخصت حضور(۱۳۸۹)
- حضور در ورک شاپ بازیگری تئاتر ایرانی (سیاه بازی و تخته حوضی) گروه پاپتی‌ها (۱۳۸۸)
- بازی در نمایش «پابرهنه در پارک» نوشته نیل سایمون و کارگردانی هادی عامل (تماشاخانه پارین، ۱۳۹۱)[۸]
- بازی در نمایش «مضحکه دزدها» نوشته پویان غفاری و کارگردانی هادی عامل (تماشاخانه سنگلج، (۱۳۹۲)
- بازی در نمایش «مضحکه گرگ ساختارشکن» نوشته فرهاد نقدعلی و کارگردانی شاهین کربلایی طاهر (تماشاخانه سنگلج، ۱۳۹۲)[۹]
- بازی در نمایش «ناگهان پیت حلبی» نوشته امیرعلی نبویان و کارگردانی کوروش سلیمانی (باشگاه دانشجویان دانشگاه تهران (۱۳۹۳)
- بازی در نمایش «دومینو» نوشته محسن زمانی نسب و کارگردانی مهتاب صفدری (خانه هنرمندان ایران تماشاخانه استاد انتظامی (۱۳۹۴)
- بازی در نمایش «پابرهنه در پارک» نوشته نیل سایمون و کارگردانی هادی عامل خانه هنرمندان . سالن انتظامی (۱۳۹۴)

- بازی در نمایش «مرد برهنه و مرد فراک پوش» نوشته داریو فو و کارگردانی علی عامل هاشمی خانه هنرمندان . سالن انتظامی (۱۳۹۴)
- بازی در نمایش «مجلس انتقام جویی هملت» نوشته و کارگردانی حسین جمالی تئاتر شهر . سالن سایه (۱۳۹۴)
- نمایشنامه خوانی «اتوبوسی به نام هوس» نوشته تنسی ویلیامز و کارگردانی آیلین کیخایی تماشاخانه باران (۱۳۹۴)
- نمایشنامه خوانی «کاتالپسی» نوشته علی امیر ریاحی و کارگردانی نیما اقلیما دومین جشنواره نمایشنامه خوانی بهاران (۱۳۹۴)
- بازی در نمایش «ناگهان پیت حلبی» نوشته امیر علی نبویان و کارگردانی کوروش سلیمانی تماشاخانه سنگلج (۱۳۹۵)
- بازی در نمایش "خواب خیس ماهی " نوشته و کارگردانی پویان درزی تماشاخانه پایتخت (۱۳۹۶)
- بازی در نمایش 《 قند خون 》 نوشته و کارگردانی لیلی عاج تئاتر شهر (۱۳۹۶)
- بازی در نمایش 《 سمفونی گاو 》 نوشته و کارگردانی محسن احتشامی تماشاخانه سیمرغ (۱۳۹۷)
- بازی در نمایش 《 یک ساعت آرامش 》 نوشته فلوریان زلر و کارگردانی سید جواد روشن تماشاخانه ایرانشهر ، سالن استاد ناظر زاده کرمانی (۱۳۹۸)
- بازی در نمایش 《 کمیته نان 》 نوشته و کارگردانی لیلی عاج تئاتر شهر ، سالن قشقایی (۱۳۹۸)
- بازی در نمایش 《 دروغ 》 نوشته فلوریان زلر و کارگردانی آریان رضایی تماشاخانه ایرانشهر ، سالن استاد ناظر زاده کرمانی (۱۳۹۸)
- بازی در نمایش 《 دروغ 》 نوشته فلوریان زلر و کارگردانی آریان رضایی تماشاخانه ایرانشهر ، سالن استاد سمندریان (۱۳۹۸)
- کارگردانی و بازی در نمایش 《 عشق من حامد بهداد 》 نوشته افشین هاشمی تماشاخانه دیوار چهارم (۱۳۹۸)
- کارگردانی و بازی در نمایش 《 عشق من حامد بهداد 》 نوشته افشین هاشمی تماشاخانه استاد حسین نوری ، حوزه هنری مشهد (۱۳۹۸)
- بازی در نمایش 《 آسانسور نداره 》 نوشته سباستین تیری و کارگردانی لبخند بدیعی تئاتر شهر ، کارگاه نمایش (۱۳۹۸)
- کارگردانی و بازی در نمایش 《 عشق من حامد بهداد 》نوشته افشین هاشمی سالن سایه ، تالار مرکزی رشت (۱۳۹۸)

### تله فیلم‌ها
- تله‌فیلم «ترانه پائیزی» (بهمن زرین پور) (۱۳۸۸)
- تله‌فیلم «امیدها و نجواها» (ایرج کریمی) (۱۳۸۹)
- تله‌فیلم «روز هفتم» (امیر پورضرغام) (۱۳۸۹)
- تله‌فیلم «برهوت» (شهرام شاه حسینی) (۱۳۹۰)
- تله‌فیلم «آبی آسمانی» (بهمن زرین پور) (۱۳۹۰)
- تله‌فیلم «تلفن همراه» (شهرام شاه حسینی) (۱۳۹۰)
- تله‌فیلم «یه خواب کوچولو» (حسین عامری)(۱۳۹۰)
- تله‌فیلم «شیخ شریف» (اسماعیل فلاح پور) (۱۳۹۱)
- تله‌فیلم «نوش دارو» (مجید مافی) (۱۳۹۱)
- دستیار کارگردان در سریال رنگ شک (فریبرز عرب نیا) (۱۳۹۲)
- مستند داستانی دشت آزادگان (احمد کاوری) (۱۳۹۵)
- انتخاب بازیگر و بازیگردانی سریال مثل ماه (محمد فراهانی) (۱۴۰۱)

### فیلم‌های کوتاه
- «فرصت دوباره» (محمد موفق) (۱۳۸۹)
- «کوچ» (مجید مافی) (۱۳۸۹)
- «بنی آدم اعضای یک دیگرند» (محمد میرزایی) (۱۳۸۷)
- «بازگشت» (مه نگار شریفی) (۱۳۹۱)
- «دوست اجتماعی» (امیر محمد زند) (۱۳۹۲)
- «پاراوان» (نوید نیکخواه آزاد)(۱۳۹۳)
- بازیگردانی فیلم نیمه بلند «آب از آتش» به کارگردانی (جمال احمدی)(۱۴۰۱)
- «حنان» (مهدی توکلی) (۱۴۰۲)[۱۰]
- «بازباران» (امیرحسین محمدخانی) (۱۳۹۴)